# HIV/AIDS의 증상
HIV 감염의 단계는 급성 감염(일명 1차 감염), 잠복기 및 에이즈이다. 급성 감염은 몇 주 동안 지속되며 발열, 림프절 붓기, 목의 염증, 발진, 근육통, 말기, 구강 및 식도염 등의 증상을 포함할 수 있다. 지연 단계에는 증상이 거의 또는 전혀 없으며 개인에 따라 2주에서 20년 이상 지속될 수 있다. HIV 감염의 최종 단계인 AIDS는 낮은 CD4+ T 세포 수(μL당 200개 미만), 다양한 기회성 감염, 암 및 기타 조건에 의해 정의된다.

## 급성 감염
급성 HIV 감염, 일차 HIV 감염 또는 급성 혈청 전환 증후군은 HIV 감염의 두 번째 단계이다. 잠복기 단계 후, 잠복기 단계 이전 및 잠복기 단계에 이은 잠재적 AIDS가 발생한다.  이 기간 동안 (보통 노출 후 며칠에서 몇 주) 감염된 개인의 50 ~ 90 %가 급성 HIV 감염 (또는 HIV 전구 증)이라고하는 인플루엔자 또는 단핵구증 유사 질환을 앓고 있다. 가장 흔한 증상은 다음과 같다. 열, 림프절 병증, 인두염, 발진, 근육통, 불쾌감, 입 및 식도 궤양이 포함되며 덜 일반적으로 두통, 메스꺼움 및 구토, 피로, 구강 또는 생식기의 궤양, 간 / 비장 비대, 체중이 포함될 수 있다. 손실, 아구창, 식은 땀, 설사 및 신경 학적 증상. 감염된 사람은 이러한 증상을 모두, 일부 또는 전혀 경험하지 않을 수 있다. 증상의 지속 기간은 평균 28 일로 다양하며 보통 1 주일 이상 지속된다.

## 잠복시간
강력한 면역 방어는 혈류의 바이러스 입자 수를 줄여 2차 또는 만성 HIV 감염의 시작을 표시한다. HIV 감염의 2차 단계는 2주에서 10년까지 다양하다. 감염의 2차 단계 동안 HIV는 림프절 내에서 활동하며, 일반적으로 여포 수지상 세포 (FDC) 네트워크에 갇혀있는 다량의 바이러스에 반응하여 지속적으로 부어 오른다. CD4 + T 세포가 풍부한 주변 조직도 감염될 수 있으며 바이러스 입자는 감염된 세포와 유리 바이러스 모두에 축적된다. 이 단계에 있는 감염자는 여전히 전염성이 있다. 이 기간 동안 CD4 + CD45RO + T 세포는 대부분의 프로 바이러스 부하를 전달한다. HIV-1에 감염된 사람의 일부는 항 레트로 바이러스 요법없이 높은 수준의 CD4+ T 세포를 유지한다. 그러나 대부분은 검출 가능한 바이러스 부하를 가지고 있으며 결국 치료없이 AIDS로 진행된다. 이러한 감염자는 HIV 통제자 또는 LTNP (장기 비 진행자)로 분류된다. CD4 + T 세포 수를 유지하고 항 레트로 바이러스 치료 없이도 바이러스 부하가 낮거나 임상적으로 감지 할 수 없는 사람들을 엘리트 조절제 또는 엘리트 억제제 (ES)라고한다.

## AIDS
AIDS의 증상은 주로 건강한 면역 체계를 가진 개인에서 일반적으로 발생하지 않는 상태다. 이러한 상태의 대부분은 일반적으로 HIV가 손상시키는 면역 체계의 요소에 의해 통제되는 박테리아, 바이러스, 진균 및 기생충에 의한 기회 감염인데, 이러한 감염은 거의 모든 장기 시스템에 영향을 미친다.
감소하는 CD4 + / CD8 + 비율은 HIV에서 AIDS 로의 진행을 예측한다.
AIDS 환자는 카포시 육종, 자궁 경부암 및 림프종으로 알려진 면역계의 암과 같은 다양한 암에 걸릴 위험이 높다. 또한 AIDS 환자는 열, 땀 <reg>특히 야간에 많이 나타난다</ref>, 땀샘 부어 오름, 오한, 쇠약 및 체중 감소와 같은 전신 감염 증상이있는 경우가 많다. AIDS 환자가 발병하는 특정 기회 감염은 부분적으로 환자가 거주하는 지역에서 이러한 감염의 유병률에 따라 다르다.

### Pulmonary(폐)
Pneumocystis pneumonia (PCP) (원래 Pneumocystis carinii pneumonia로 알려짐)는 건강하고 면역력이있는 사람에게는 비교적 드물지만 HIV에 감염된 사람에게는 흔하다. 폐포자충(Pneumocystis jirovecii)에 의해 발생한다.
서방 국가에서 효과적인 진단, 치료 및 일상적인 예방 조치가 나오기 전에는 일반적인 즉각적인 사망 원인이었다. 개발 도상국에서는 CD4 수치가 혈액 µL 당 세포가 200개 미만인 경우가 아니면 일반적으로 발생하지 않지만 아직 테스트되지 않은 개인에서 AIDS의 첫 징후 중 하나이다.
결핵(TB)은 HIV와 관련된 감염 중에서 독특하다. 이는 호흡 경로를 통해 면역 능력이있는 사람들에게 전염되기 때문에 일단 확인되면 쉽게 치료할 수 없기 때문이다. 다제 내성은 심각한 문제이다. 세계 보건기구 (WHO)에 따르면 HIV 공동 감염을 동반한 결핵 (TB / HIV)은 세계의 주요 건강 문제이다. 2007년에 결핵 사고 중 456,000 명이 HIV 양성이었고, 전체 결핵 사망의 3분의 1, 그 중 거의 4분의 1이 HIV 양성이었다. 그해에 약 200 만 명의 HIV 사망자가 발생했다. 서구 국가에서 직접 관찰 된 치료법과 기타 개선된 관행으로 인해 발병률이 감소했지만 HIV가 가장 만연한 개발 도상국에서는 그렇지 않다. 초기 단계의 HIV 감염 (CD4 수> µL 당 300 개 세포)에서 TB는 일반적으로 폐 질환으로 나타난다. 진행성 HIV 감염에서 결핵은 흔히 비정형 적으로 폐외 (전신) 질환을 공통적으로 나타낸다.. 증상은 일반적으로 헌법 적이며 특정 부위에 국한되지 않고 종종 골수, 뼈, 요로 및 위장관, 간, 국소 림프절 및 중추 신경계에 영향을 미친다.

### 위장관(Gastrointestinal)
식도염은 하부 식도(인두에서 위까지 이르는 길이 약 25cm 정도 되는 소화기관)에 일어나는 염증반응이다. HIV에 감염된 사람의 경우, 식도염은 주로 균류(칸디다증 candidiasis) 또는 바이러스(헤르페스 심플렉스-1 바이러스 herpes simplex-1 virus 또는 거대세포바이러스(cytomegalovirus)로 인해 발생한다. 드문 경우로는 마이코박테리아(mycobacteria)에 의해서도 발생할 수 있다.
HIV 감염자가 나타내는 설명되지 않는 만성 설사 증상은 다음과 같은 여러 원인에 의해 발생할 수 있다. 우선, 일반적인 세균(또는 박테리아)(살모넬라 Salmonells, 시젤라 Shigella, 리스테리아 Listeria, 캄필로박터 Campylobacter)와 기생충 감염이 원인일 수 있다. 또는 일반적이지 않은 기회감염으로 인해 발생할 수 있다. 그러한 예로는 cryptosporidiosis, microsporidiosis, 미코박테륨아비움복합체(Mycobacterium avium complex, MAC) and viruses, 아스트로바이러스(astrovirus), 아데노바이러스(adenovirus), 로타바이러스(rotavirus) and 거대세포바이러스(cytomegalovirus)가 해당한다.
몇몇의 경우에는, 설사는 HIV를 치료하기 위해 사용되는 약의 부작용으로 인해 나타날 수 있다. 또는 단순히 HIV 감염된 것에 의해서도 일어날 수 있다.  뿐만 아니라 설사를 유발하는 세균(또는 박테리아)을 치료하기 위해 사용되는 항생제의 부작용일 때문일 수도 있다. HIV 감염의 후기 단계에서 일어나는 설사는 소화기관이 영양분을 흡수하는 방식에 변화가 일어난 것을 나타내는 것으로 생각된다. 이는 HIV 연관 소모병과도 관련되어 있을 것이다.

### 신경 및 정신(Neurological and psychiatric)
HIV 감염은 다양한 신경 정신 후유증을 남긴다. 후유증은 신경계에 일어난 감염으로 인해 나타나거나 또는 질병 그 자체의 직접적인 결과로 나타날 수 있다.
톡소플라스마증(Toxoplasmosis)은 단세포 기생충인 톡소플라스마 곤디(Toxoplasma gondii)에 의해 유발되는 질병이다. 톡소플라스마 곤디는 뇌를 감염시켜 톡소플라스마 뇌염(toxoplasma encephalitis)을 일으킨다. 뿐만 아니라 이 기생충은 눈과 폐를 감염시켜 질병을 유발하기도 한다. 크립토코쿠스 수막염(Cryptococcal meningitis)은 뇌척수막(meninx, 뇌와 척수를 둘러싸고 있는 막)이 균류인 크립토코커스 네오포르만스(Cryptococcus neoformans)에 의해 감염되어 발생한다. 이 질병은 열, 두통, 피로, 구역, 구토 증상을 일으킨다. 또한 발작과 정신 착란을 일으키기도 한다. 만약 치료하지 않을 경우 치명적일 수 있다.
진행성 다초점 백질뇌병증(Progressive multifocal leukoencephalopathy, PML)은 탈수초성 질병(demyelinating disease)으로, 신경세포 축삭을 둘러싼 수초가 점진적인 파괴되어 신경 신호의 전달에 문제가 발생한다. 이 질환은 JC 바이러스(JC virus)에 의해 유발되는데, 이 바이러스는 인구의 70%에서 비활성형으로 존재한다. 그러나 에이즈 환자와 같이 면역 체계가 심각하게 약화된 사람에게 질병을 유발한다. 이 질병은 매우 빠르게 진행되어 진단 후 수개월 이내에 환자를 사망에 이르게 한다.
HIV 연관 치매(HIV-associated dementia, HAD)는 HIV 감염과 그에 따른 면역반응의 활성화로 인해 발생하는 대사성 뇌염이다. 뇌에 존재하는 대식세포와 신경아교세포가 HIV에 감염될 경우, 이 세포들은 숙주 유래와 바이러스 유래의 신경 독소를 방출한다. 신경 손상이 있을 경우, HIV에 감염되고 몇 년이 지난 후 인지, 행동, 움직임 이상이 나타나며, 신경 손상은 낮은 CD4+ T 세포수와 높은 혈장 바이러스양과 연관되어 있다. 서양 국가의 경우 이 질병의 유병률은 10-20% 이지만, 인도에서는 HIV 감염 중 1-2%이다. 이러한 차이는 인도에서의 HIV 아형(subtype)으로 인해 나타나는 것으로 생각된다. 유병률이란 어느 한 시점에 특정 인구집단 또는 지역에서, 질병을 가지고 있는 인구의 수를 대응되는 전체 인구의 수로 나눈 것을 말한다. 에이즈 관련 조증(mania)는 종종 HIV 질병이 진행된 환자에게서 발견된다. 에이즈 관련 조증은 양극성 장애에서 나타나는 조증과 비교할 때, 더 많이 화를 내고 더 심한 인지 손상을 보지만, 행복감(euphoria)은 덜하다. 이 질환은 만성적인 특징을 보인다. 여러 가지 약을 함께 사용하는 다제약물 치료가 행해진 이후로 이 질환의 발생 빈도가 감소하였다.

### 암(Tumors)

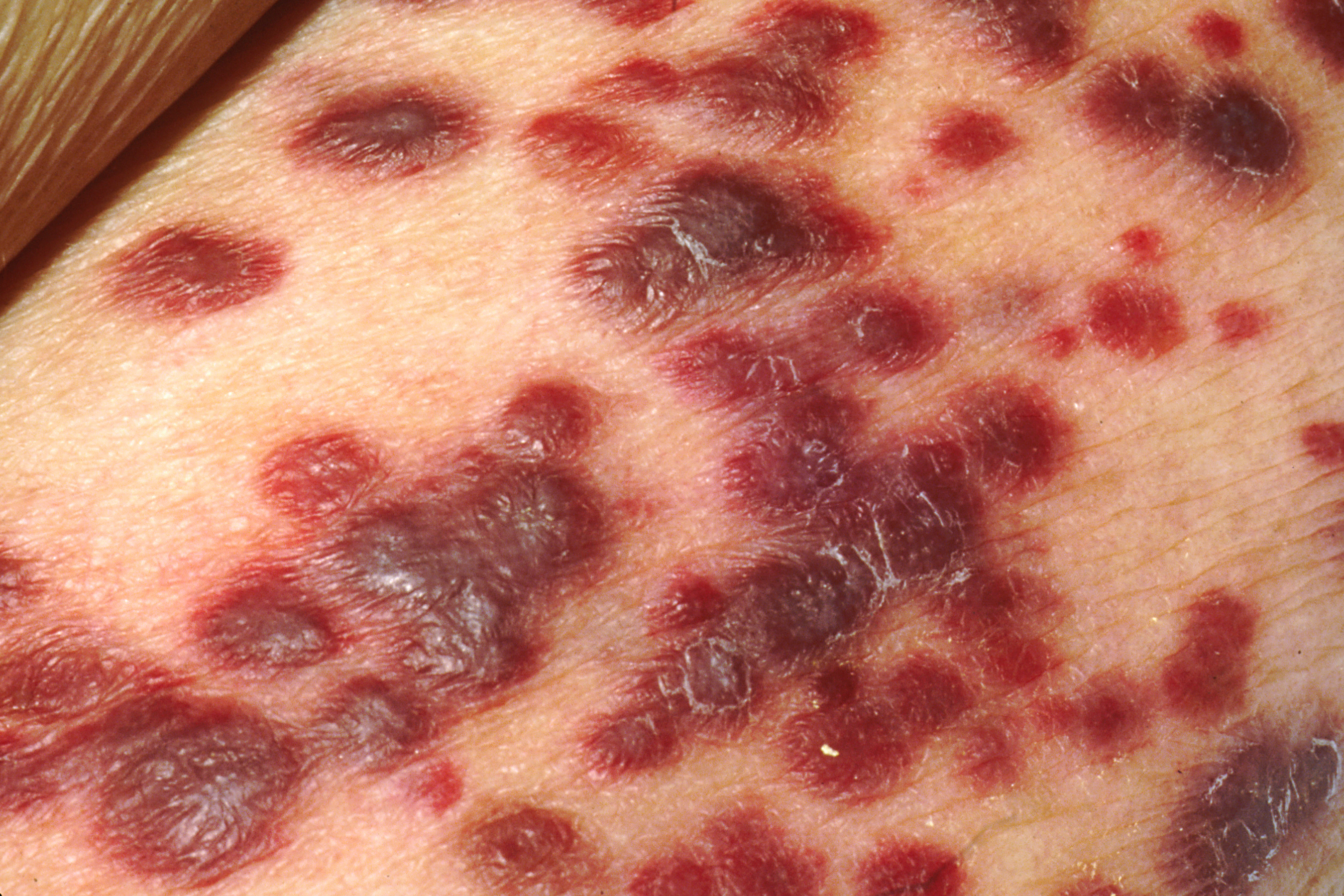
카포시 육종(Kaposi's sarcoma)

HIV에 감염된 사람들은 여러 가지 암에 걸릴 확률이 상당히 높다. 주요한 원인은 암을 일으키는 DNA 바이러스(oncogenic DNA virus)에 감염될 수 있기 때문이다. 암을 일으키는 발암 DNA 바이러스의 예로는 엡스타인-바 바이러스(Epstein-Barr virus, EBV), 카포시 육종 연관 헤르페스 바이러스(Kaposi's sarcoma-associated herpesvirus, KSHV 또는 human herpesviru-8, HHV-8으로도 알려져 있음), 인간 파필로마 바이러스(human papillomavirus, HPV)가 있다.
카포시 육종(Kaposi's sarcoma, KS)은 HIV 감염자에게서 가장 흔하게 나타나는 질병이다. 1981년 젊은 동성애 남성들에게서 이 암이 나타난 것은 에이즈 유행병을 알리는 하나의 신호였다. 이 암은 카포시 육종 연관 헤르페스 바이러스(Kaposi's sarcoma-associated herpes virus, KSHV)라고 불리는 감마 헤르페스 바이러스(gammaherpes virus)에 의해 일어난다. 이 암에 걸린 경우 피부에 자줏빛을 띠는 작은 결절이 나타난다. 뿐만 아니라 입, 위장관, 폐와 같은 다른 기관 또한 영향을 받을 수 있다. 또한, HIV 감염자에게는 높은 수준의 B 세포 림프종(B cell lymphomas), 버킷림프종(Burkitt's-like lymphoma), 미만성 큰 B세포 림프종(diffuse large B cell lymphoma, DLBL), 원발성 중추신경계 임파종(Primary Central Nervous System Lymphoma, PCNSL)도 자주 발생한다. 이와 같은 암들은 종종 나쁜 예후(어떤 병의 앞으로의 경과 및 결과)를 나타낸다. 엡스타인-바 바이러스(Epstein-Barr virus, EBV) 또는 카포시 육종-연관 바이러스는 위에서 언급한 여러 림프종을 유발할 수 있다. HIV 감염자에게서 나타나는 림프종은 종종 위장관과 같은 림프절외 림프종(extranodal sites)으로 발생하는 경향이 있다. HIV 감염자에게 카포시 육종과 공격적인 B 세포 림프종이 나타난 경우 에이즈로 진단하게 된다.
HIV에 감염된 여성에게서 침습적인 자궁경부암(cervical cancer)이 나타나는 경우에도 에이즈로 진단하는데, 이 질병은 인간 파필로마 바이러스(human papillomavirus, HPV)로 인해 나타난다.
위에서 언급한 에이즈로 진단되는데 사용되는 암들 이외에도, HIV 감염자는 다른 암에 걸릴 위험이 높다. 대표적으로 호지킨병(Hodgkin's disease), 항문암 및 대장암(anal and rectal carcinoma), 간세포암(hepatocellular carcinoma), 머리와 목에서의 암, 폐암 등이 있다. 이 중에서 몇몇의 암은 바이러스에 의해 발생한다. 호지킨병은 엡스타인-바 바이러스(EBV), 항문암 및 직장암 그리고 머리와 목에서의 암은 인간 파필로마 바이러스(HPV), 간세포암은 B형 및 C형 간염 바이러스(hepatitis B or C)에 의해 각각 발생한다. 암을 발생시키는 또다른 인자로는 발암물질(폐암을 유발하는 흡연)에의 노출 또는 면역체계가 손상된 상태에서의 생활 등이 있다.
유방암(breast cancer) 또는 결장암(colon cancer)와 같은 암의 발생률이 HIV 감염자에게서 증가하지는 않는다. 에이즈를 치료하기 위해 널리 활용되는 HAART 치료법을 시행하는 지역의 경우, 에이즈 연관 암의 발생률이 감소하였다. 그러나 이와 동시에 악성암은 HIV 감염자가 사망하는 가장 주된 원인이기도 하였다. 최근에는 에이즈 진단에 사용되는 암 이외의 다른 암으로 사망하는 비율을 증가하고 있다.
암 치료에 활용되는 화학요법은 HIV에 감염되지 않은 T 세포의 수를 증가시키고 바이러스 양을 감소시키는 데에 효과를 보인다.

### 또다른 감염
에이즈 환자는 미열, 체중 감소와 같은 비특이적 증상을 나타내는 기회감염에 걸릴 수 있다. 기회감염을 유발하는 원인균으로 미코박테륨아비움복합체(Mycobacterium avium-intracellulare), 거대세포바이러스(cytomegalovirus, CMV) 등이 있다. 거대세포바이러스는 대장염(colitis)를 일으킬 뿐만 아니라  CMV 망막염(CMV retinitis) 또한 유발할 수 있어 실명을 일으킬 수 있다.
Talaromyces marneffei에 의해 발생하는 Talaromycosis는 폐외결핵(extrapulmonary tuberculosis)과 cryptococcosis에 이어 동남아시아 지역의 HIV 감염자에게서 세 번째로 많이 나타나는 기회감염이다.
에이즈 환자가 파르보바이러스 B19(Parvovirus B19)에 감염된 경우, 감염된 것을 쉽게 알아차리지 못할 수 있다. 이 바이러스에 감염된 경우 빈혈을 나타내는데, 이 증상은 에이즈를 치료하기 위해 사용되는 항바이러스 약물의 부작용으로 혼동될 수 있기 때문이다.